# Eddie Mustafa Muhammad
Eddie Mustafa Muhammad (* 30. April 1952 in New York als Edward Lee Gregory) ist ein ehemaliger US-amerikanischer Profiboxer und Gewerkschaftsfunktionär.

## Laufbahn
Muhammad gab 1972 sein Debüt und boxte anfangs vorwiegend im Mittelgewicht, wo er zweimal nach Punkten unterlag, unter anderem gegen den Weltklassemittelgewichtler Bennie Briscoe.
Nach seinem Aufstieg ins Halbschwergewicht besiegte er den hoch eingeschätzten Matthew Saad Muhammad und forderte den Argentinier Víctor Galíndez am 19. November 1977 in Italien um den WBA-Titel heraus. Galíndez schlug ihn nach Punkten und hatte ihn sogar am Boden. Im Jahr 1978 unterlag er dem unbesiegten James Scott.
Am 31. März 1980 erhielt er seine zweite Titelchance. Nach starker Vorstellung schlug er den Rechtsausleger Marvin Johnson ko und sicherte sich somit den WBA-Halbschwergewichtstitel. Er verteidigte zweimal erfolgreich, machte dann einen Ausflug ins Schwergewicht, das Cruisergewicht war damals noch nicht etabliert, wo er dem ungeschlagenen Renaldo Snipes nach Punkten unterlag.
Am 18. Juli 1981 stellte er sich dem ungeschlagenen Olympiasieger Michael Spinks und verlor seinen Titel nach Punkten. In der Anfangsphase dominierte er, dann machten sich jedoch seine Konditionsprobleme bemerkbar. Spinks beherrschte dann die zweite Kampfhälfte und schlug ihn zu Boden.
1982 besiegte er Lottie Mwale und 1985 Rickey Parkey. Am 21. Dezember 1985 kämpfte er wieder in Italien gegen den unbesiegten Slobodan Kačar um den vakanten IBF-Titel und unterlag nach Punkten. Daraufhin ließ er seine Karriere ausklingen. Seine letzten Kämpfe bestritt er 1988.

## Trainertätigkeit, Gewerkschaft JAB
Nach seiner aktiven Zeit arbeitete er als Trainer, unter anderem für Iran Barkley und versuchte mit mäßigem Erfolg im Zusammenspiel mit der Teamster-Gewerkschaft die Boxergewerkschaft JAB zu lancieren. Seine Meinung wurde auch bei der neuen Gesetzgebung gehört.

## Sonstiges
Sein Bruder Salem, der ihn immer begleitet hatte, starb an AIDS.